# 김윤주의 랄랄라
《김윤주의 랄랄라》는 대한민국의 방송국 기독교방송의 라디오 채널 CBS 표준FM에서 매일 오전 11시 5분부터 낮 12시까지 방송하는 라디오 프로그램이다.
2015년 9월 14일 CBS 가을개편으로 기존에 방송된 웰빙 다이어리가 폐지되고, 새롭게 신설된 프로그램이다. 평일(토요일까지)에는 대중가요(70년부터~~90년대 이후)를 주로 선곡하고 주일에는 찬송가 복음성가 CCM에 비중을 둔다

## 역대 DJ
- 2015년 9월 14일 ~ 2020년 10월 25일 : 이명희 아나운서
- 2020년 10월 26일 ~ 현재 : 김윤주 아나운서

## 코너

### 매일 코너
- 오래된 미래에서 온 편지
- 추억속의 노래

### 요일 코너
- 시는 노래가 되고(토)

## 지역 프로그램
- 월요일부터 일요일까지 매일 방송하는 지역 : 충북CBS, 전남CBS, 포항CBS, 울산CBS, 제주CBS, 부산CBS, 경남CBS

- 방송 안하는 지역 : 강원CBS(주일), 강원영동CBS(주일), 대전CBS(주말), 광주CBS(주일), 대구CBS(주일), 전북CBS(매일)

- 지역 자체기독교방송 오전 11시 5분대에 시작하는 프로그램

| 프로그램                                | 방송지역                             | 방송국      | 진행자          |
| --------------------------------------- | ------------------------------------ | ----------- | --------------- |
| 안디옥의 시간 (주일)                    | 춘천시, 강원도 영서 북부             | 강원CBS     |                 |
| 홍천중앙의시간 (주일)                   | 춘천시, 강원도 영서 북부             | 강원CBS     |                 |
| 안디옥의 시간 (주일)                    | 강릉시, 강원도 영동                  | 강원영동CBS |                 |
| 홍천중앙의시간 (주일)                   | 강릉시, 강원도 영동                  | 강원영동CBS |                 |
| 참 좋은 강단 (토요일)                   | 대전광역시, 세종특별자치시, 충청남도 | 대전CBS     |                 |
| 대전 대전 내 영혼의 행복플러스 (토요일) | 대전광역시, 세종특별자치시, 충청남도 | 대전CBS     |                 |
| 아산하늘비전의 시간 (주일)              | 대전광역시, 세종특별자치시, 충청남도 | 대전CBS     |                 |
| 힐탑의 시간 (주일)                      | 대전광역시, 세종특별자치시, 충청남도 | 대전CBS     |                 |
| 라디오 교회 (주일)                      | 광주광역시, 전라남도                 | 광주CBS     |                 |
| 스마일송 양송희입니다 (월요일~토요일)   | 전라북도                             | 전북CBS     | 양송희 아나운서 |
| 생수의 강 (주일)                        | 전라북도                             | 전북CBS     |                 |
| 축복의 통로 (주일)                      | 전라북도                             | 전북CBS     |                 |
| 소망의 소리 (주일)                      | 대구광역시, 경상북도                 | 대구CBS     |                 |
| 행복의 메시지 (주일)                    | 대구광역시, 경상북도                 | 대구CBS     |                 |

## 같이 보기
- CBS 표준FM

## 오프닝 시그널
- 더 멜로디 - 랄랄라, It's Love!
- 나의 노래 - 김광석 (이명희 아나운서 진행 시절)